# Роготнево
Роготнево — деревня в Дебёсском районе Удмуртской Республики России.

## География
Деревня находится в восточной части республики, в подзоне южной тайги, на берегах одного из левых притоков реки Пыхты, на расстоянии примерно 12 километров (по прямой) к северо-востоку от села Дебёсы, административного центра района. Абсолютная высота — 225 метров над уровнем моря.

### Климат
Климат характеризуется как умеренно континентальный, с продолжительной холодной многоснежной зимой и относительно коротким тёплым летом. Среднегодовая многолетняя температура воздуха составляет 1,2 °С. Абсолютный минимум температуры воздуха составляет −49 °C; абсолютный максимум — 37 °C. Вегетационный период длится в среднем 160—170 дней. Среднегодовое количество атмосферных осадков составляет около 541 мм, из которых большая часть выпадает в тёплый период. Снежный покров держится в течение 160—165 дней.

### Часовой пояс
Деревня Роготнево, как и вся Удмуртская Республика, находится в часовой зоне МСК+1. Смещение применяемого времени относительно UTC составляет +4:00.

## Население
| 2010 | 2012 |
| ---- | ---- |
| 38   | ↘37  |

### Национальный состав
Согласно результатам переписи 2002 года, в национальной структуре населения удмурты составляли 84 % из 58 чел.